# IBM 801
IBM 801は、1970年代にIBMで、研究にもとづき開発・設計されたプロセッサの命令セットアーキテクチャ及びその実装である。その成果は1980年代以降もIBMの中で、直接あるいは間接に様々に利用された他、RISCのさきがけとして広く認められている。
801はトーマス・J・ワトソン研究所の801ビルでジョン・コックの統括の元に純粋な研究プロジェクトとして始められた。彼らは、既存のIBMのマシンの性能を向上させる手段を探していた。静的にはコンパイラが生成するコードを分析し、動的にはシステム/370メインフレーム上でのプログラムの動作をトレースした。結果として、既存の古いコンピュータの、すなわちアセンブリ言語でのプログラミングを前提とした時代の命令セットは、既にIBMならばコンパイラが使われるようになっていた当時には静的にも動的にも、それらのうちのごく一部だけが多数使われている、ということを掴んだ。もしそれらの命令だけに命令セットを絞り込んでしまえば、その実装として、非常に高速で非常に小さいプロセッサコアを作ることが可能だということになった。
プロジェクトはそれをCPUとして実装した（LSIチップとして実装されたいわゆるマイクロプロセッサではない。外部リンク先の写真を参照）。完成したCPUは1977年に15MIPSという速さで動作した。これは370メインフレーム用チャネル・コントローラを含むIBMの様々なデバイスで使用された。そして9370メインフレームのCPUコアとしても使用されるに至った。
引き続く1980年代、801の経験はアメリカプロジェクトに引き継がれ、そこからPOWERアーキテクチャが誕生した他、そのPOWERも含むRISCプロセッサに影響を与えた先行例として801は認められている。
ジョン・コックは後に801に関する功績を認められ、チューリング賞（1987年）とアメリカ国家科学賞を獲得した。